# 神津町
神津町（かみつちょう）は、かつて大阪府にあった町。現在の大阪市淀川区の一部。

## 歴史
名称は村の北を流れる神崎川と南を流れる中津川（のちに新淀川）より一字ずつ取られた。1916年（大正5年）に箕面有馬電気軌道（現・阪急宝塚線）の十三駅が移設されて以後、急速に住宅地として発展した。大阪市編入後は、当初東淀川区に所属していたが、1974年（昭和49年）に新設の淀川区へ変更された。

### 沿革
- 1645年（正保元年） - 1651年（慶安4年） 中津川の改修により、西成郡小島村のうち新河道以南を小島新田として分離。
- 1883年（明治16年） 西成郡木寺村と川口新家村が合併して木川村となる。
- 1889年（明治22年）4月1日 町村制施行により、西成郡今里村・堀村・小島村・木川村・三津屋村・堀上村・野中村・新在家村が合併して神津村が発足。大字三津屋に村役場を設置。
- 1922年（大正11年）7月15日 町制施行。西成郡神津町となる。
- 1925年（大正14年）4月1日 大阪市第二次市域拡張により、新設の東淀川区へ編入。同区今里町・十三西之町（堀が改称）・十三東之町（小島が改称）・木川町・三津屋町・堀上町・東雲町（野中が改称）・新高町（新在家が改称）となる。